# カムデン区
カムデン・ロンドン自治区 (カムデン・ロンドンじちく、英: London Borough of Camden) は、イギリスのロンドン北西部にある、インナー・ロンドンを構成する自治区。

## 沿革
1963年ロンドン政府法により設置された 。
フィッツロビアのフィッツロイ・スクウェアは、ヴァージニア・ウルフやジョージ・バーナード・ショー、アルチュール・ランボーらが住んだかつてのボヘミアン地区にあたる。

## 地理
区の北部で西から順にバーネット区とハーリンゲイ区と接する。区の西北部でブレント区、西部及び南西部でシティ・オブ・ウェストミンスター、南東部でシティ・オブ・ロンドン、東部ではイズリントン区と接する

## 主な地区・広場

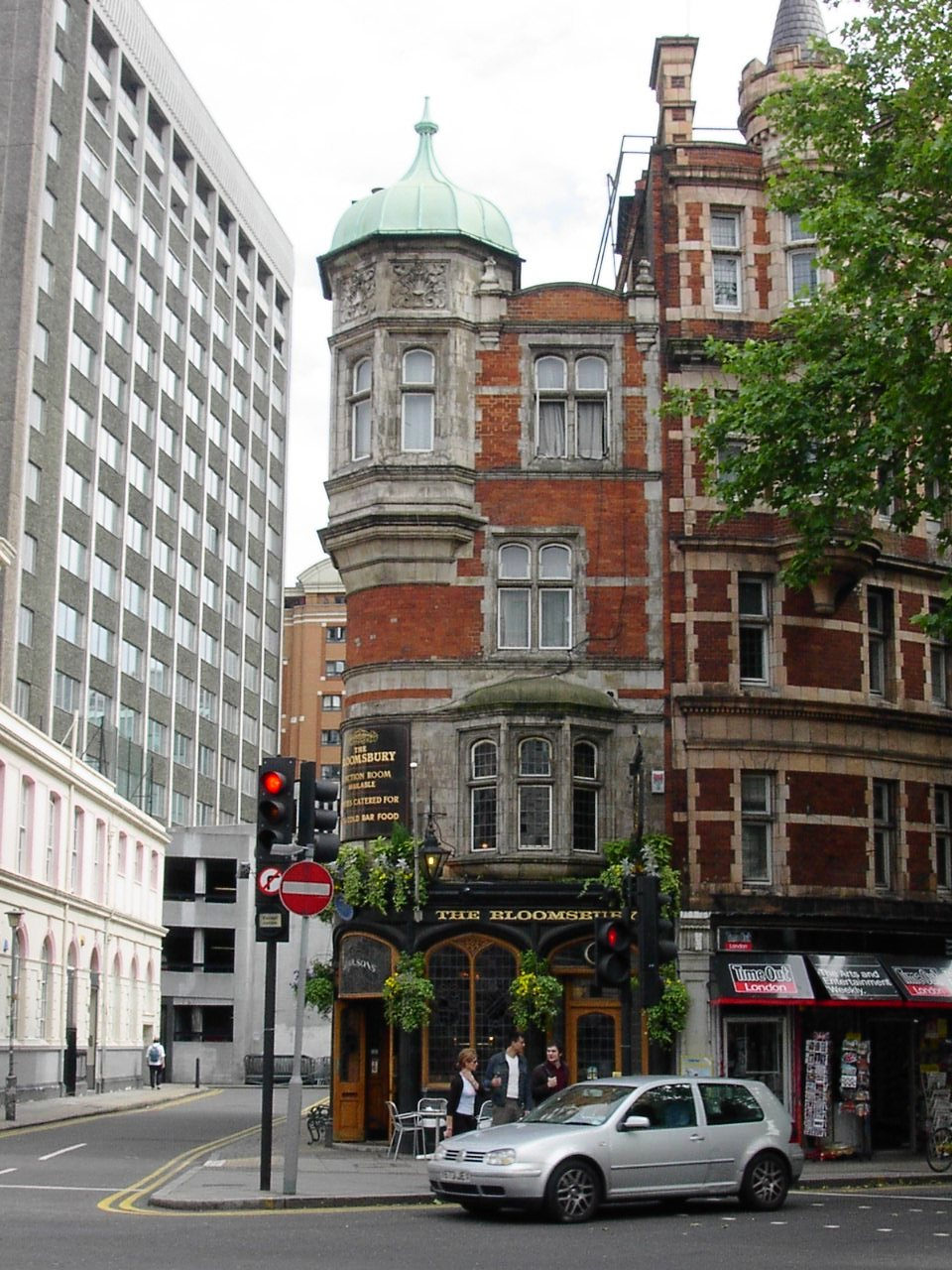
ブルームスベリー (Bloomsbury)
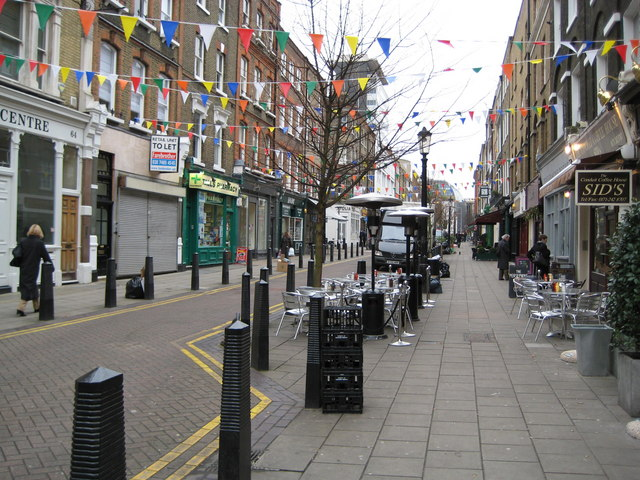
ブルームスベリーのラムズ・コンドゥイット・ストリート
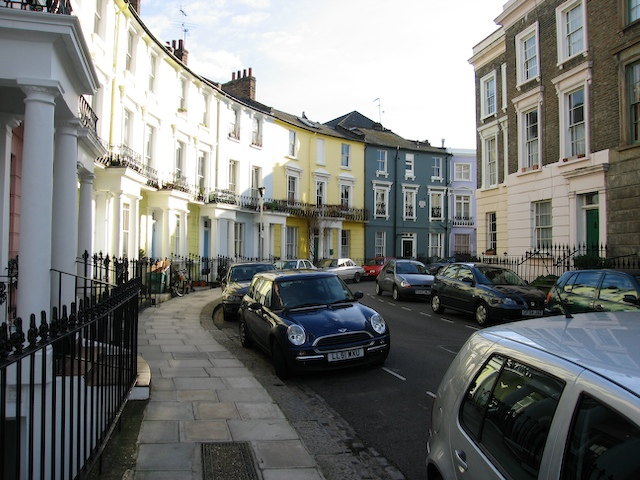
プリムローズ・ヒルにあるチャルコット・クレセント（Chalcot Crescent）
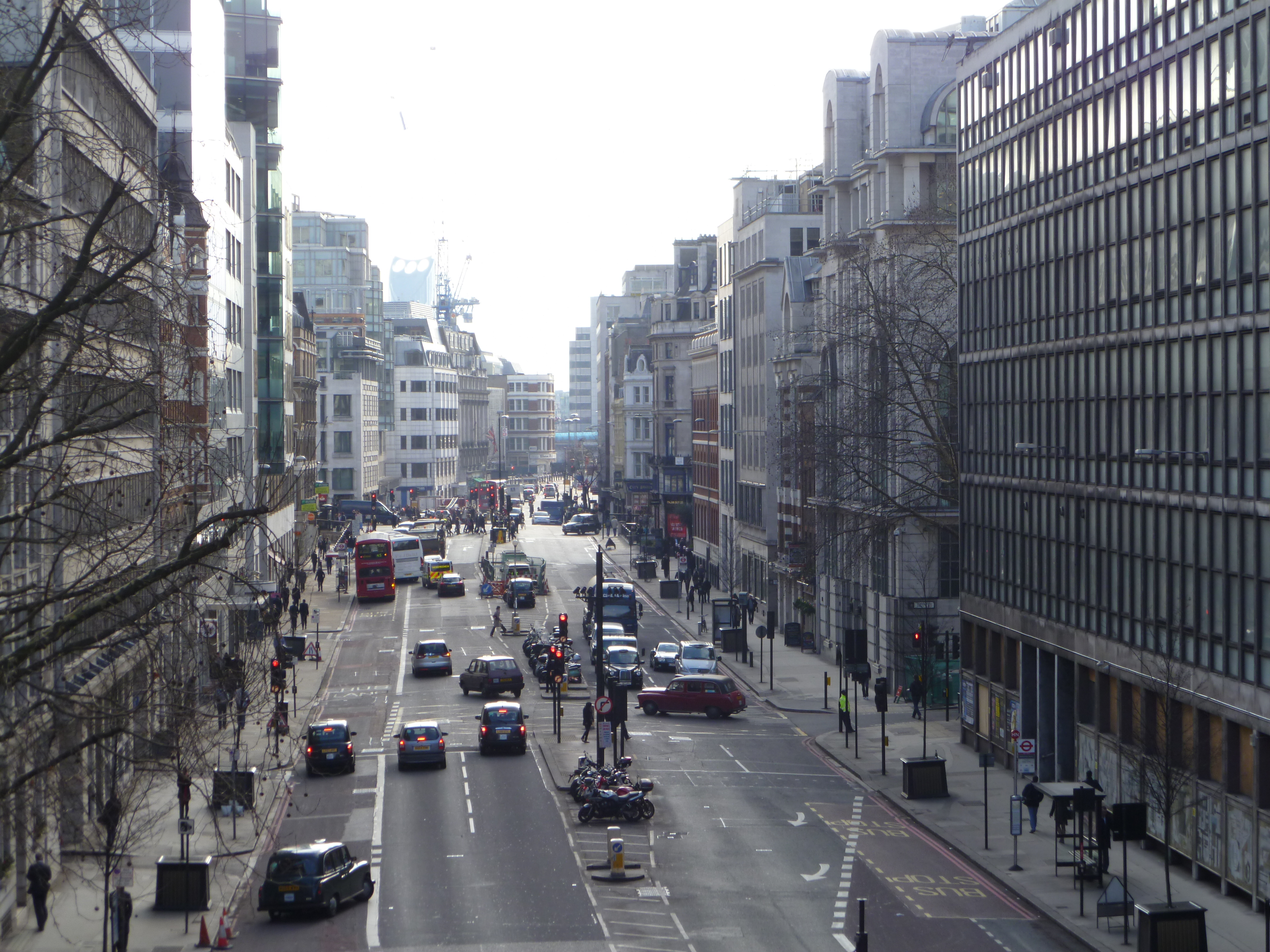
ホルボーン高架橋から撮影したファリンドン・ストリート（キングス・クロスから対岸サザーク区界隈へ南北に走るA201の一部）、2012年。
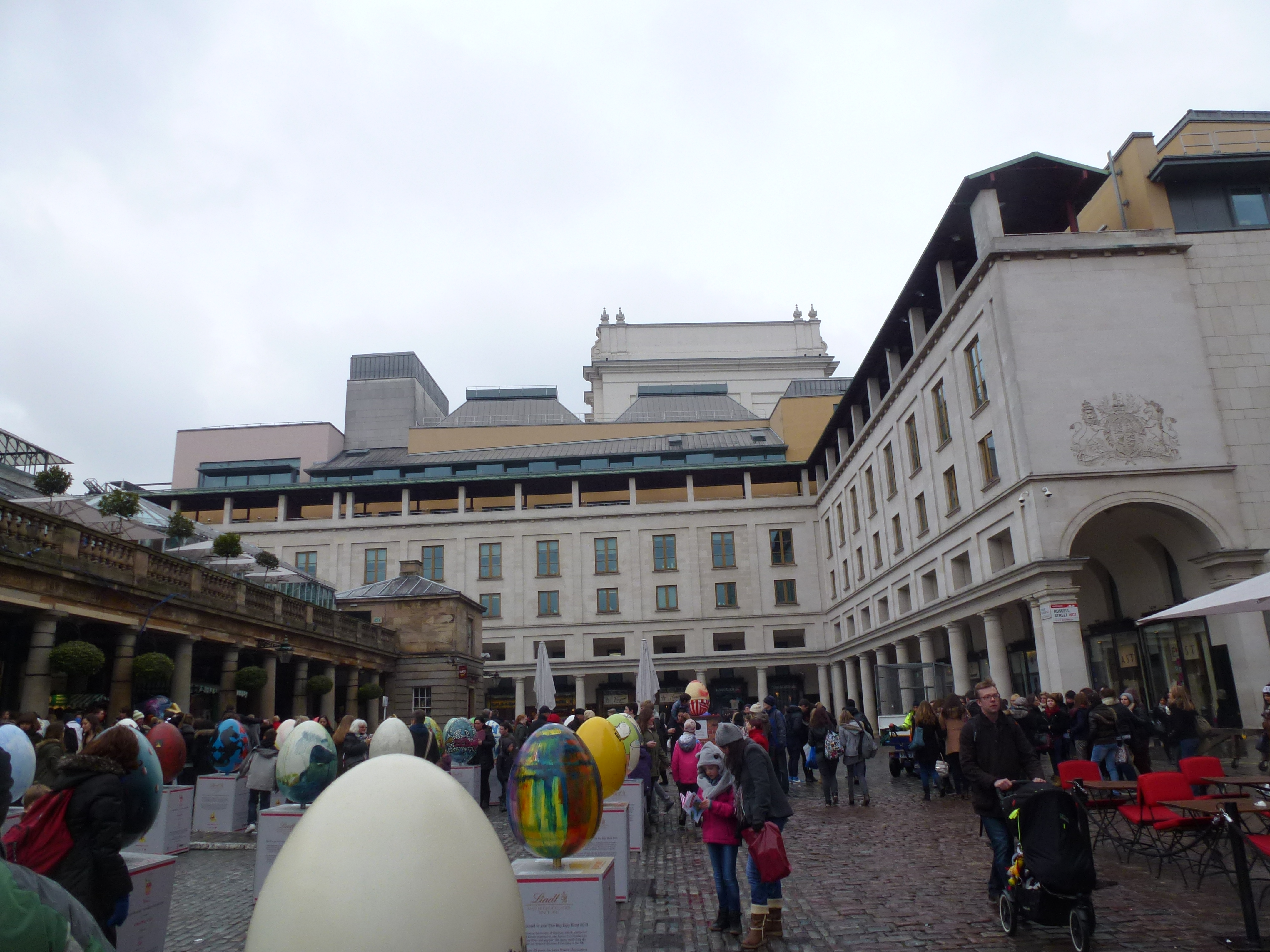
コヴェント・ガーデン
行政地区の地図（英語:Ward map）

- ブルームスベリー - 区内南端側にあり、ホルボーン、フィッツロビア、キングス・クロス界隈と接する。周辺界隈には大英博物館からホルボーン界隈のフリーメイソン・ホールまである。ブルームズベリー・グループ、タヴィストック・クリニックも参照。
  - ラッセル・スクウェア
  - タヴィストック・スクウェア
- ホルボーン・アンド・コヴェント・ガーデン
  - ホルボーン（Holborn, またはホウバン） - 区内南端側にあり、ブルームスベリーやフィッツロビアと接する。
  - オックスフォード・ストリート - 通り西端のメイフェアから先ははロンドン西郊バッキンガムシャーやオックスフォードシャー方面を走る幹線道路A40 road の一部区間の通り名である。4つの法曹院のうち2つがホルボーン界隈にある。王立裁判所がある南西のオールドウィッチ、残り2つの法曹院がある南東のテンプルとはキングスウェイで接続し、周辺一帯は法曹街にもなる。
  - ハットン・ガーデン (Hatton Garden) - ホルボーン地区の宝石商街で、第一次世界大戦勃発でモニッケンダム[注釈 1]などが本店を構えた。
  - ホルボーン高架橋 (Holborn Viaduct)  - オックスフォード・ストリートとシティ間とを結ぶ幹線道路A40 road の一部区間。
  - ホルボーン・ストリート  - アクチュアリー（保険）機関が入居しているステープル・インは、事務弁護士養成の法学予備院時代の最後の建物。
  - リンカーンズ・イン・フィールズ - 区南部ホルボーンにある公園広場で、周囲は高級住宅街。
  - フィッツロビア（Fitzrovia, 一部はウェストミンスター区に入る） - 歴史的にはヴァージニア・ウルフ、バーナード・ショー、アルチュール・ランボーらが居住した"ボヘミアン地区"にあたる。BT Towerがランドマークになっている。
  - コヴェント・ガーデン（Covent Garden, 一部はウェストミンスター区に入る）
  - ウェスト・エンド・オブ・ロンドン（一部はウェストミンスター区に入る）
- キングス・クロス (Kings Cross)
- セント・パンクラス・アンド・サマーズ・タウン
  - セント・パンクラス (St Pancras) - 区内南東端で上記キングス・クロス地区と接し、ユーロスターなどのセント・パンクラス駅と、国内線のキングス・クロス駅とが隣り合う。
- カムデンタウン・ウィズ・プリムローズ・ヒル
  - プリムローズ・ヒル - ウェストミンスター区に跨がる公園リージェンツ・パークの北側にある高級住宅街。
  - カムデン・タウン - 1970年代頃からパンクやゴスファッションの店舗が連なり、また露天の各マーケットも知られている。
- ハムステッド・タウン (Hampstead Town) - 旧ハムステッド区 (en) にあたるリージェンツ・パーク及びプリムローズ・ヒル北側一帯の総称が「ハムステッド」である。ハムステッド・タウンからフロッグナル (Frognal) 地区が含まれ、区北端に広がるハムステッド・ヒース、さらに広義にはサウス・ハムステッド (South Hampstead), ベルサイズ・パーク (Belsize Park)、ウェスト・ハムステッド (West Hampstead) などが範囲となる。
- ウェスト・ハムステッド (West Hampstead)
  - クリックルウッド（Cricklewood, ブレント区とバーネット区に跨がる）
- ハイゲート（イズリントン区とハーリンゲイ区に跨がる地区）
- ベルサイズ (Belsize)
- キルバーン（Kilburn, 東側はブレント区に入る）
- ケンティッシュ・タウン (Kentish Town)
  - ダートマス・パーク (Dartmouth Park)
- ゴスペル・オーク (Gospel Oak)
- スイス・コテージ（Swiss Cottage）[注釈 2] ‐ 隣接するセント・ジョンズ・ウッズ地区にまたがるAvenue roadは多国籍な億万長者が数多く居住する英国有数の最高級住宅地として知られる[3]。

## 名所・旧跡・主要施設など
- 大英博物館
- AAスクールベッドフォードスクウェアの校舎
- ハムステッド・ヒース
- ホルボーン・ストリートのステープル・イン[注釈 3]
- フィッツロイ・スクエアから見る通信会社BTグループのBTタワー
- 1915年9月8日のツェッペリン飛行船による英本土爆撃を示すプラーク。ファリンドン・ロード

- AAスクール

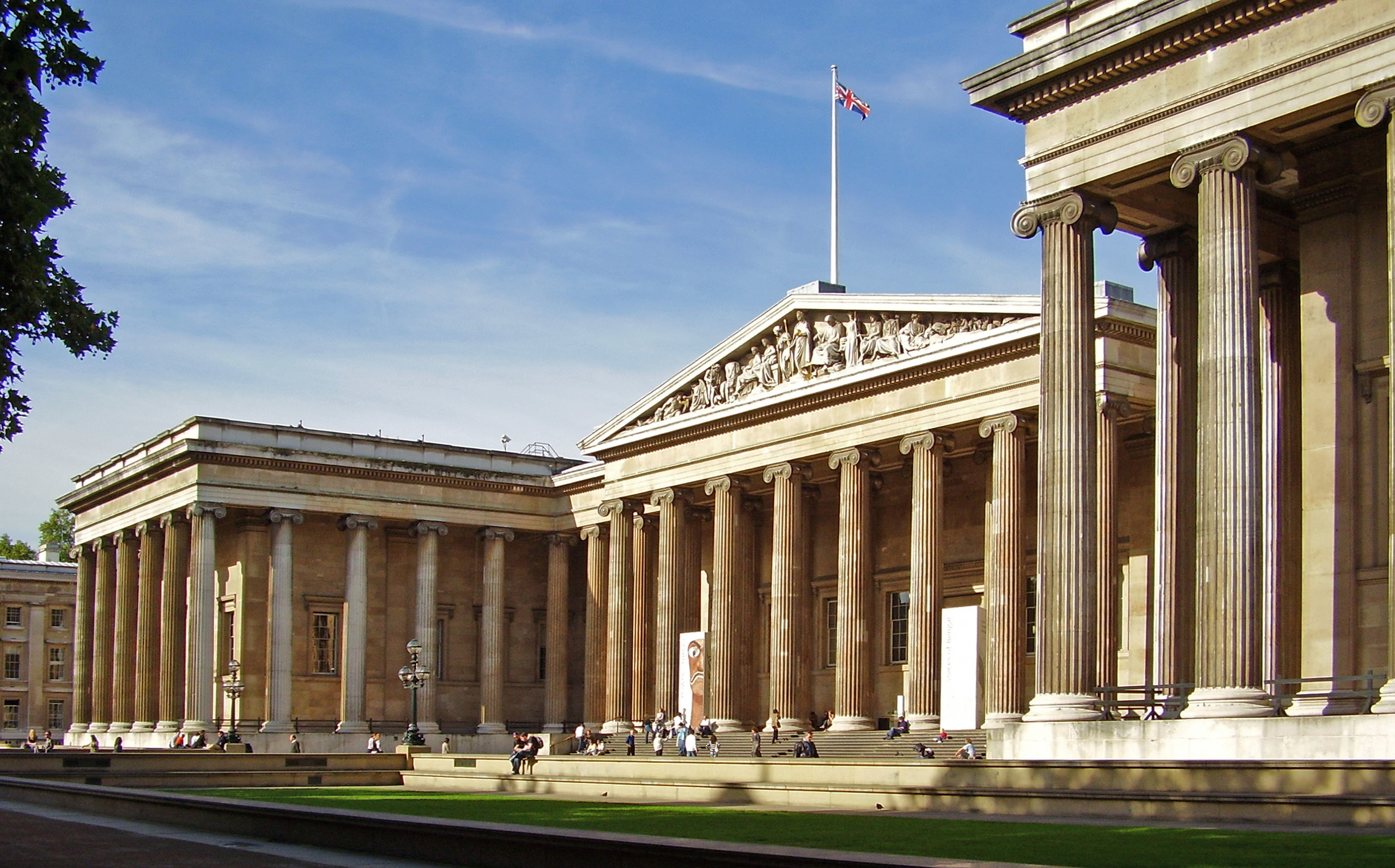
大英図書館
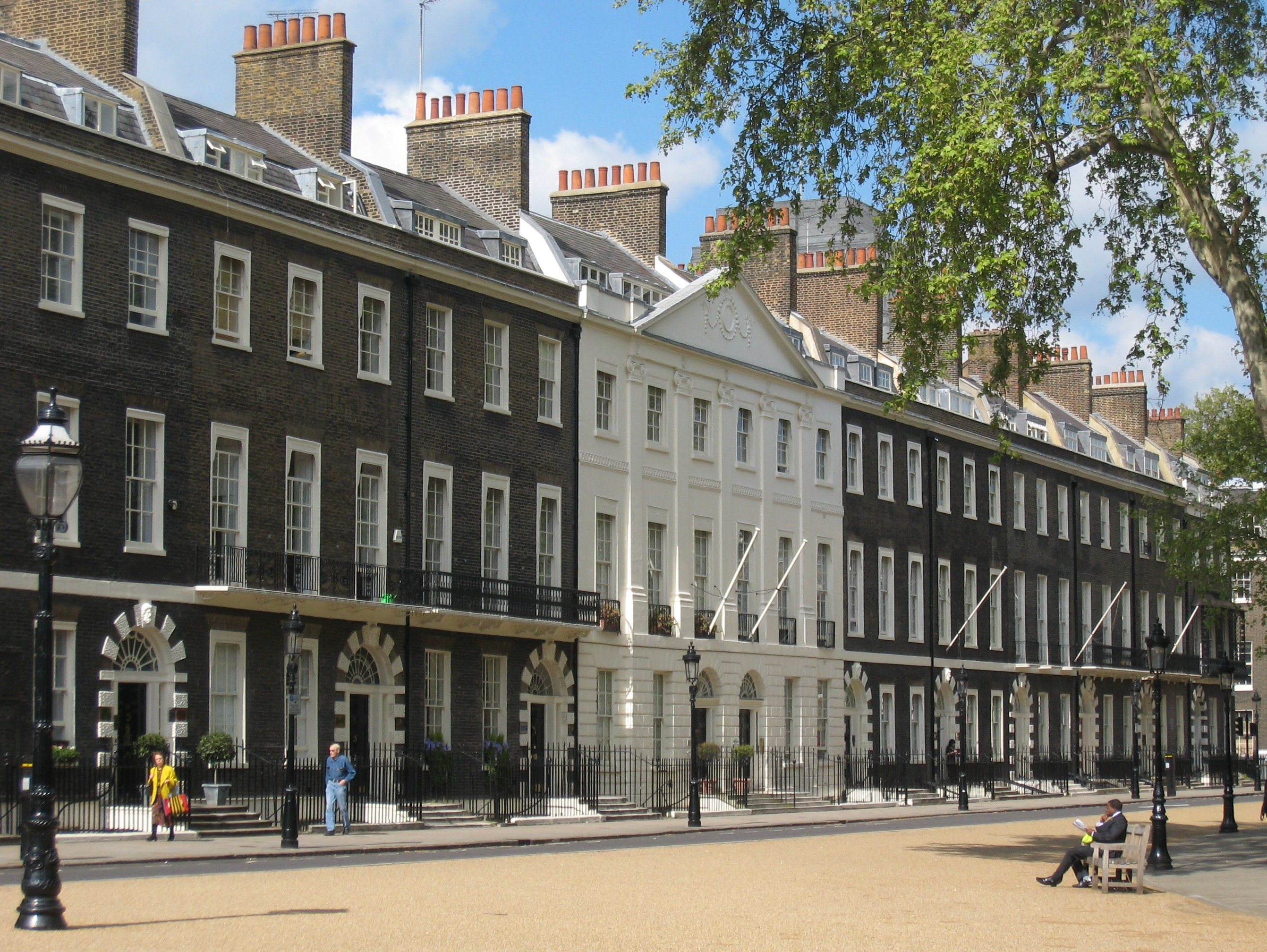
AAスクールベッドフォードスクウェアの校舎

- 大英博物館
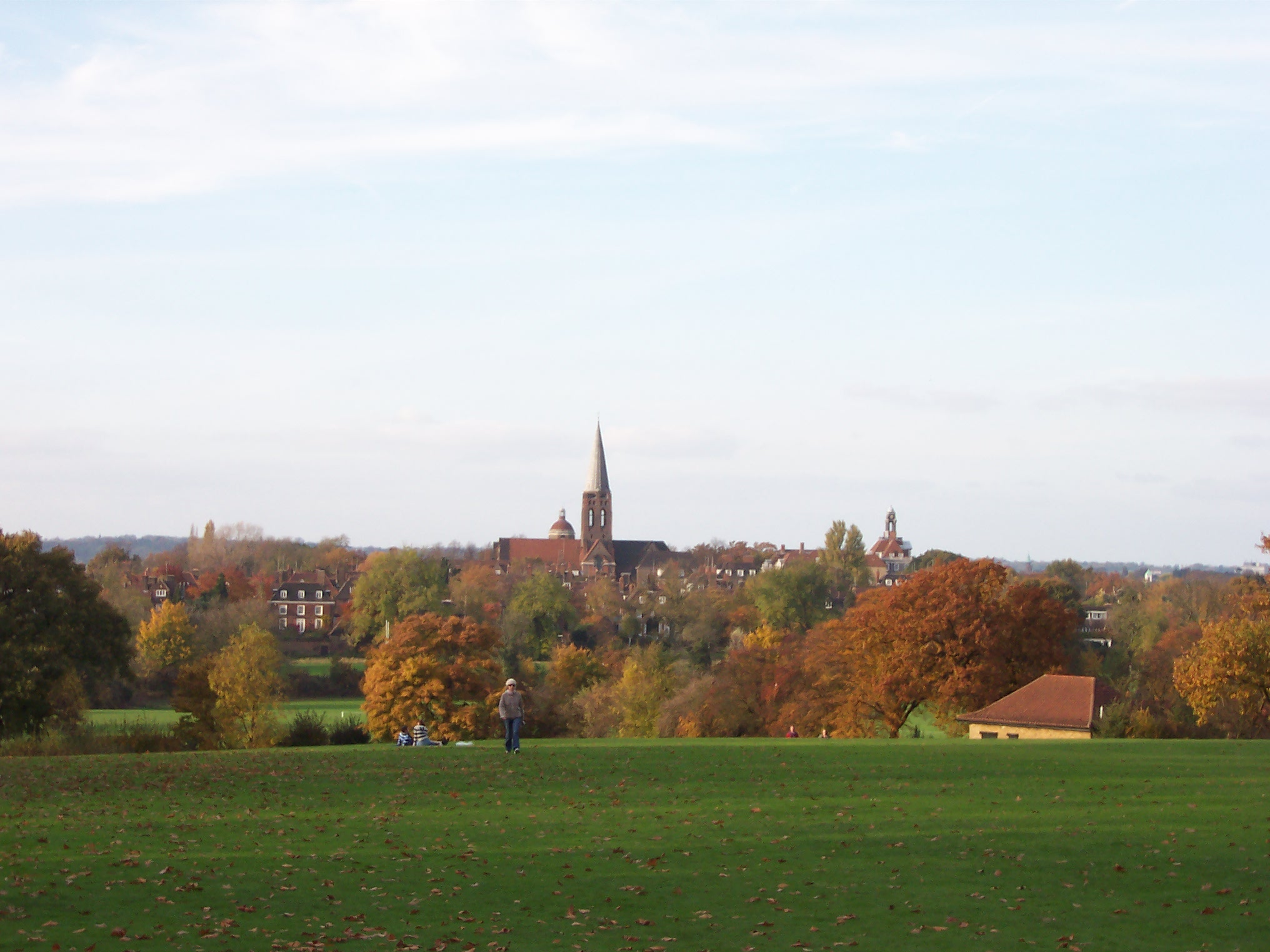
セントラル・スクール・オブ・スピーチ・アンド・ドラマ
- イングランド王立外科医師会
- BT Tower
- キングス・クロス駅
- セント・パンクラス駅
- ユーストン駅
- キングスウェイ
- 王立演劇学校
- ロンドン大学東洋アフリカ研究学院
- ユニヴァーシティ・カレッジ・ロンドン
- ロンドン大学本部
- ウェルカム・トラスト
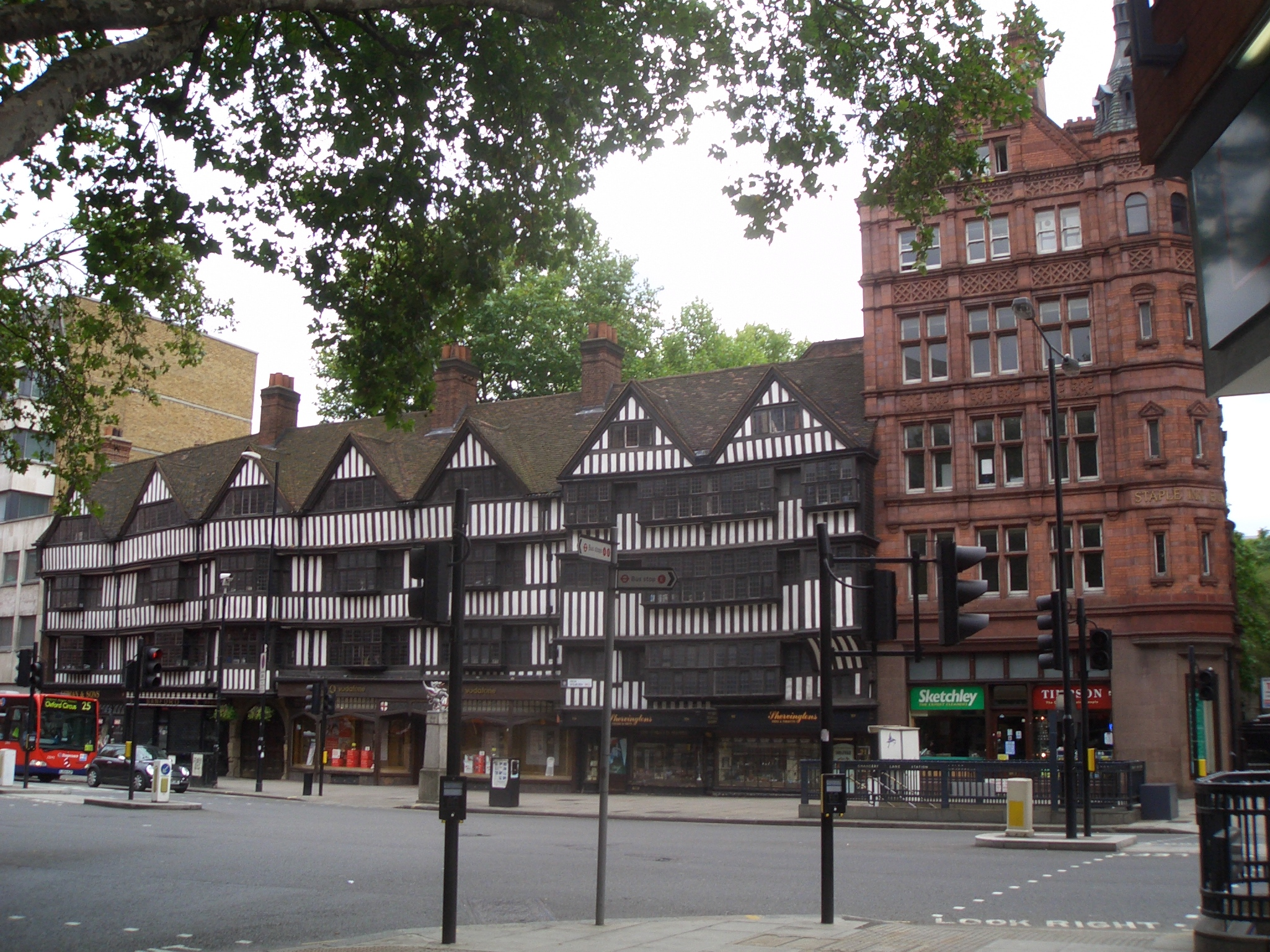
セントラル・セント・マーチンズ - ロンドン芸術大学のカレッジの一つに構成されている。
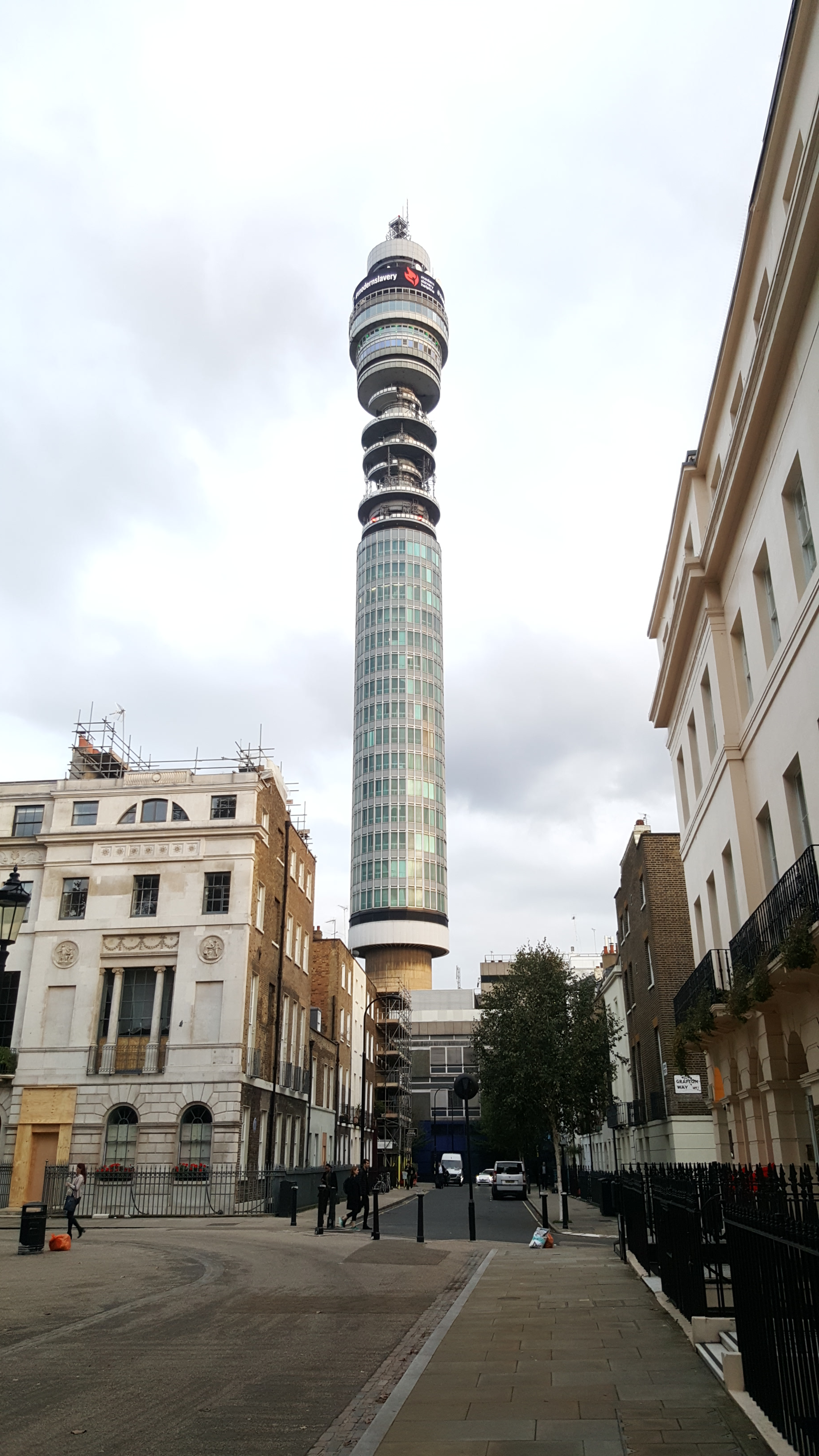
フィッツロイ・スクエアから見る通信会社BTグループのBTタワー
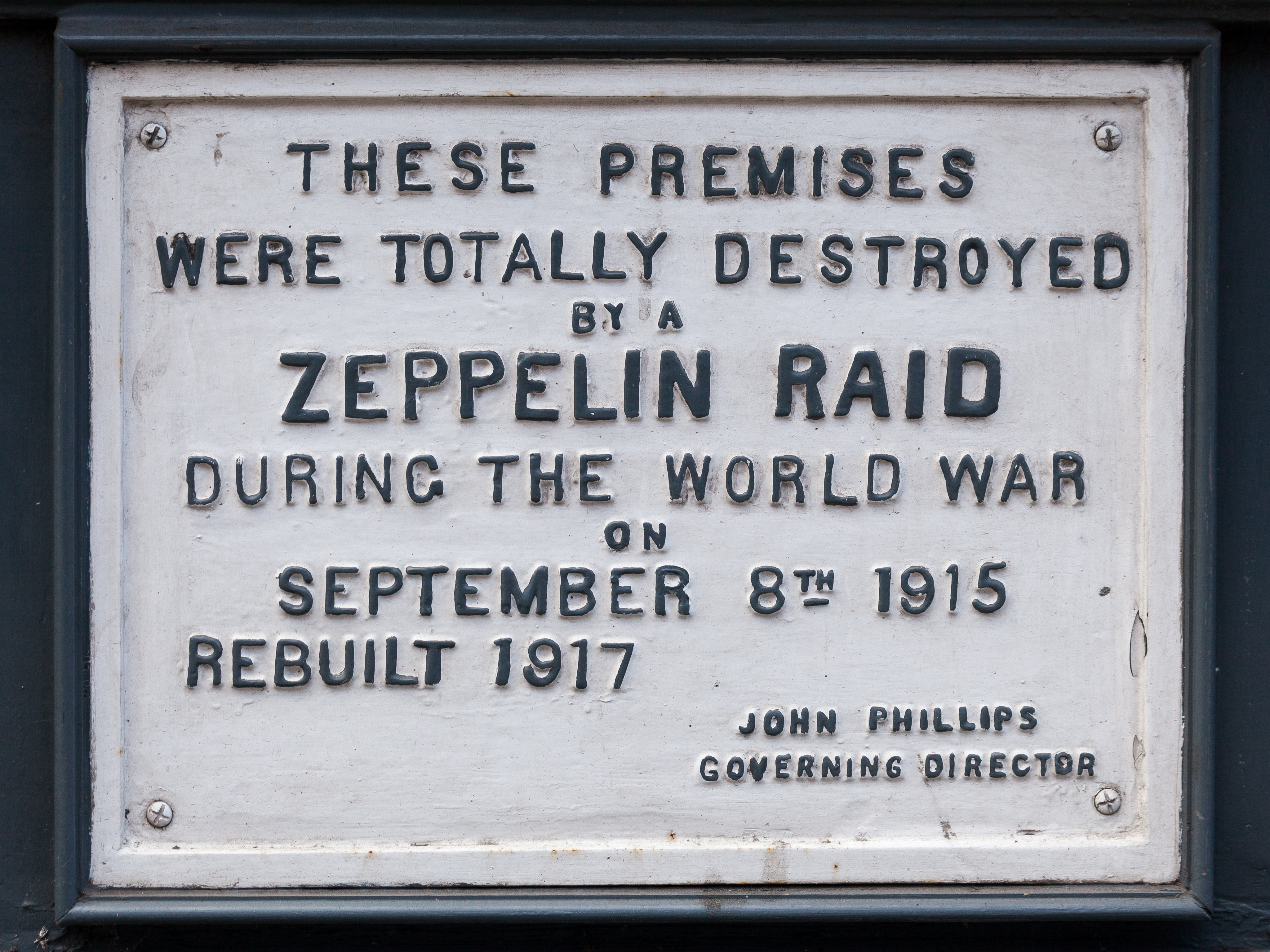
1915年9月8日のツェッペリン飛行船による英本土爆撃を示すプラーク。ファリンドン・ロード

- リージェンツ・パーク
- リージェンツ運河
- ケンウッド・ハウス
- ハムステッド・ヒース - 北部にある広大な公園。
- ハイゲイト墓地

## 交通
- セント・パンクラス駅 - ユーロスター発着駅で、隣接するキングス・クロス駅と共に主要ターミナル駅。
- キングス・クロス駅 - 国内線駅
- ユーストン駅 - スコットランド方面のターミナル駅。上記2つの駅西側（ブルームスベリーやフィッツロビア界隈）至近にある。界隈にある旧イギリス国鉄本社ビル（Euston House）は、国鉄民営化後の現在、成人教育機関 City Lit などが入居している。

## 地域・経済
区内南東端、ブルームスベリー界隈と隣接し、イズリントン区と跨がるキングス・クロス (Kings Cross) 地区には、カムデン区側にGoogle英法人本社があり、イズリントン区内になる建物キングス・プレイス (Kings Place) 内には、中道左派系大手新聞ガーディアン本社が入居するほか、WeWorkのコワーキング・スペースがある。他に、キングス・クロスないしホルボーン界隈には、サンタンデール銀行グループUKがキングス・クロス (2 Triton Square, Kings Cross) にある。
A40 road（オックスフォード・ストリートから東へ先はニュー・オックスフォード・ストリート及びハイ・ホルボーン (High Holborn) などと名称が変わりシティ中心街へ向かう）がフィッツロビア、ブルームスベリー、ホルボーン界隈を東西に走る。通り周辺界隈には西から東に順々に、Facebook UK、Google UK、マッキンゼー UK、大英博物館、ロンドン大学及びUCL本部、仏料理学校ル・コルドン・ブルーロンドン本部（15 Bloomsbury Square, Holborn）、LSE、サー・ジョン・ソーンズ美術館、チャールズ・ディケンズ博物館、フリーメイソンホール本部（60 Great Queen St, Holborn）、BBCワールドサービス本社、日本の経産省の外郭団体ジェトロロンドン事務所などがある。
ホルボーン界隈の南側至近はウェストミンスター区オールドウィッチ、シティのテンプル地区になり、ハイ・ホルボーンからキングスウェイが南北に走る。
その他、キングス・クロス駅ないしセント・パンクラス駅南側界隈には、東西に短く走るクローマー・ストリート (Cromer Street) があり、パブが2軒あるのと、2010年代から非常に大規模なバングラデシュ人ムスリム居住地域になっている。

## 教育
初等学校・中等学校・特別支援学校

## 関係者

### 出身者
- 初代シドマス子爵ヘンリー・アディントン（政治家・首相） - 区南部ホルボーンのベッドフォード・ロウ (Bedford Row) 生まれ。ナポレオン戦争期序盤の首相在任時代にロンドン南西リッチモンド・パーク内ホワイト・ロッジなどに居住。
- 初代ビーコンズフィールド伯爵ベンジャミン・ディズレーリ（1804-1881, ヴィクトリア朝期のユダヤ系政治家・首相） - ブルームスベリーないしホルボーン界隈ティバルズ・ロード (Theobalds Road) 22番地生まれ[5]。
- ジョン・ラスキン（1819-1900, ヴィクトリア朝期の美術評論家、水彩画家） - ブランズウィック・スクウェア (Brunswick Square) 界隈ハンター・ストリート (54 Hunter Street) 生まれ。テムズ川対岸現サザーク区キャンバーウェルに長年居住した。
- サミュエル・コールリッジ＝テイラー（作曲家、指揮者。アフリカ系との混血ゆえ「黒いマーラー」と呼ばれた） - ホルボーン界隈ティバルズ・ロード (Theobalds Road) 15番地生まれ[6]。
- リチャード・カーン（経済学者）
- ダフニ・デュ・モーリエ（小説家、ヒッチコック映画の原作者） - リージェンツ・パークの東側カンバーランド・テラス (Cumberland Terrace) 24番地生まれ。3人姉妹の真ん中。
- ピーター・ユスティノフ（俳優、脚本家、映画監督） - リージェンツ・パーク及びプリムローズ・ヒル北側のハムステッド地区ベルサイズ・パーク (Belsize Park) 45番地生まれ。
- グラハム・ヒル（レーシングドライバー・モナコ・マイスター）
- ボリス・ジョンソン（政治家・首相） - 幼少期、米NYや英サマセット、ロンドン北部のクラウチ・エンドなどに居住したが、カムデン区のプリムローズ・ヒルに落ち着いた。

### 居住その他ゆかりある人物
- アレクサンドル・ゲルツェン（ロシアの社会主義者、個人主義+社会主義者） - ロンドン居住滞在中、キングス・クロス界隈 (61 Judd Street, Kings Cross) にて1854-1856年の間、ロシア帝国のツァーリズムに対し農奴解放のために「自由ロシア新聞」(Free Russian Press) を立ち上げた。時代背景として「グレート・ゲーム」も参照。
- ウィリアム・モリス（デザイナー、詩人。アーツ・アンド・クラフツ運動先導者） - 1865年秋、家族と共にブルームスベリーのクイーン・スクウェア (Queen Square) 26番地の建物に越して住居兼商会に用いた。1879年、ハマースミスのケルムスコット・ハウス (en) に越して亡くなるまでの18年間居住。
- シャーロック・ホームズ（架空人物） - 大学卒業後に大英博物館近くのモンタギュー街（Montague Street, 現在のカムデン区[7]）で開業した。
- 夏目漱石（日本の小説家） - ウエスト・ハムステッドなどロンドン市内各所に居住滞在。詳細はランベス区#関係者も参照。
- マーク・ハンブルク（ロシア出身のピアニスト） - ロンドンに移住し、1920-30年頃、リージェンツ・パークの東側カンバーランド・テラス (Cumberland Terrace) 27番地に妻子らと居住[8]。
- アラン・ベネット（劇作家、小説家） - 区北部カムデン・タウンに居住。
- エイミー・ワインハウス（ミュージシャン） - インフィールド区生まれ。区北部カムデン・タウンのカムデン・スクエア (30 Camden Square) に居住し死去[9]。
- ユアン・マクレガー（男優） - リージェンツ・パーク北側のプリムローズ・ヒルに居住。
- ジュード・ロウ（男優） - プリムローズ・ヒルに居住。
- ケイト・モス（女優、モデル） - プリムローズ・ヒルに居住。

## 姉妹都市等
友好協定
- カムデン区に薩摩藩の英国留学生が学んだユニバーシティ・カレッジ・ロンドン（UCL）があることから、鹿児島市は2018年に明治維新150周年を記念し、カムデン区（及びマンチェスター市）と友好協定を締結した[10]。